# Banque internationale pour la reconstruction et le développement
Pour les articles homonymes, voir BIRD.
La Banque internationale pour la reconstruction et le développement (BIRD) est une organisation de la Banque mondiale (aux côtés de l’Association internationale de développement (IDA), qui se consacre aux pays les plus pauvres), elle-même composante du Groupe de la Banque mondiale. Elle avait pour mission originelle de financer la reconstruction après la Seconde Guerre mondiale. Elle fonctionne comme une « coopérative » mondiale qui appartient à ses 189 États membres. Première banque de développement du monde, la BIRD appuie la mission du Groupe de la Banque mondiale en fournissant des prêts, des garanties, des produits de gestion des risques et des services de conseil destinés aux pays à revenu intermédiaire et aux pays pauvres solvables, tout en assurant la coordination des actions menées pour faire face aux défis d’ampleur régionale ou mondiale.
Elle a été créée le 27 décembre 1945 à la suite des accords de Bretton Woods (juillet 1944). Son objectif actuel est de mettre fin à l'extrême pauvreté dans le monde et de promouvoir une prospérité partagée (c'est-à-dire de permettre l'accès des 40 % les plus pauvres aux fruits de la croissance).
De nos jours, elle fournit des prêts, principalement à des États. Ces prêts sont accordés à des taux d'intérêt très faibles ou nuls (équivalents à taux négatifs en valeur actualisée).

## Pays à revenu intermédiaire
La collaboration du Groupe de la Banque mondiale avec les pays à revenu intermédiaire s’articule autour de leur statut simultané de clients et d’actionnaires. Ces pays ont la caractéristique d’être des locomotives de la croissance mondiale, d’abriter de gros investissements d’infrastructure et de recevoir une part importante des exportations provenant des économies avancées et des pays à faible revenu. Alors qu’un grand nombre d’entre eux enregistrent des avancées économiques et sociales rapides, ils jouent un rôle de premier plan dans la résolution des problèmes mondiaux.
Mais les pays à revenu intermédiaire abritent aussi plus de 70 % de la population pauvre mondiale, souvent dans des régions reculées. En outre, parce qu’ils n’ont qu’un accès limité aux financements du secteur privé, ces pays sont vulnérables aux chocs économiques et aux crises internationales, au premier rang desquelles figurent le changement climatique, les migrations forcées et les pandémies. La Banque mondiale est un partenaire essentiel pour les pays à revenu intermédiaire, qui représentent plus de 60 % du portefeuille de la BIRD.
- apporte des ressources financières mais aussi des services techniques et d’appui aux connaissances ;
- fournit des conseils stratégiques pour aider les pouvoirs publics à procéder à des réformes qui améliorent les services, encouragent l’investissement privé et promeuvent l’innovation et l’échange de solutions ;
- collabore avec les pays au gré de l’évolution des défis auxquels ils sont confrontés grâce à des produits financiers innovants et diverses enceintes mondiales.

La mission de la BIRD consiste également à s'assurer que les progrès accomplis dans la réduction de la pauvreté et le partage de la prospérité soient durables. Elle veille notamment à la continuité du développement économique des pays à revenu intermédiaire de la tranche inférieure qui, après avoir bénéficié de l’aide de l’IDA, deviennent des clients de la BIRD. Elle s’emploie aussi à accroître ses capacités afin d’aider les pays en proie à un conflit ou en situation de fragilité. En période de crise, la BIRD intensifie son appui à tous les pays à revenu intermédiaire.

## Principes de financement
La BIRD lève la majeure partie de ses ressources sur les marchés des capitaux internationaux. Ce mode de financement lui a permis d’allouer, depuis 1946, plus de 500 milliards de dollars de prêts destinés à faire reculer la pauvreté dans le monde, sachant que ses actionnaires (les pays membres) ont versé environ 14 milliards de dollars à son capital.
La BIRD bénéficie de la notation « AAA » depuis 1959, ce qui lui permet d’emprunter à faible coût et d’offrir aux pays à revenu intermédiaire un accès aux capitaux à des conditions plus favorables. Ainsi les financements de la BIRD contribuent à la viabilité des projets de développement, tout en complétant souvent ou en catalysant des financements privés.
La BIRD tire un revenu annuel du rendement de ses fonds propres et de la faible marge qu'elle réalise sur les prêts consentis. Ces revenus permettent de couvrir les frais de fonctionnement de la Banque mondiale (BIRD et IDA), de renflouer les réserves de l'institution afin de renforcer sa position de bilan et d'assurer un transfert de ressources annuel au profit de l’IDA, le fonds du Groupe de la Banque mondiale pour les pays les plus pauvres.

### Filmographie
- Nos amis de la Banque, film de Peter Chappell, La Sept Arte, Bibliothèque publique d'information, Paris, 2009, 90 min (DVD)